# Tomasz Jamroziński
Tomasz Jamroziński (ur. w 1978) – poeta i prozaik, absolwent filologii polskiej Uniwersytetu Jagiellońskiego.
Wiersze publikował m.in. w „Twórczości”, „Czasie Kultury”, "Ha!arcie", "Kresach", „Odrze", „Pograniczach”, „Gazecie Wyborczej”, „Red.”, „Undergruncie”, "Studium" i "Zeszytach Poetyckich". Laureat kilkunastu ogólnopolskich konkursów poetyckich, m.in. OKP im. H. Poświatowskiej i im. K.K. Baczyńskiego.
Mieszka w Częstochowie.

## Twórczość

### Poezja
- stenogramy (Kraków, Ha!art 2004)
- Przylądek do skrócenia (Olsztyn, Portret 2007)
- Mężczyźni są z Warsa (Łódź, Arterie 2012)

### Proza
- Schodząc ze ścieżki (Gdańsk, Oficynka 2012) - kryminał[2]